# École de gendarmerie de Châteaulin
L'école de la gendarmerie de Dinéault  est une école placée sous l'autorité du Commandement des écoles de la Gendarmerie nationale.
Elle fait partie des cinq écoles de formation initiale des gendarmes sous-officiers de la gendarmerie nationale avec Chaumont, Montluçon, Tulle, Dijon, Rochefort et Fontainebleau.

## Historique
Créée le 1er juillet 1999, l’école de gendarmerie de Dinéault est implantée sur le site de la caserne de la Tour d'Auvergne qui abritait précédemment le 41e régiment d'infanterie de ligne. L'école instruisait, à ses débuts, seulement les gendarmes auxiliaires et ensuite les gendarmes adjoints volontaires avant de commencer à former des sous-officiers à partir de 2002.

## Situation géographique
L'école est située dans la caserne de la Tour d'Auvergne, sur un site de 200 hectares répartis sur les communes de Dinéault, Cast et Plomodiern dans le département du Finistère. Le site militaire est situé trois kilomètres à l'ouest de Châteaulin.

## Caserne de la Tour d'Auvergne
La décision d'implanter un régiment d'infanterie sur la commune de Dinéault pour assurer la surveillance du site sensible de l’Île Longue avec sa base de sous-marins nucléaires, date des années 1970. En 1979, le 41e régiment d'infanterie, unité traditionnellement bretonne, quitte son cantonnement de La Lande d'Ouée, près de Rennes et prend possession de ce casernement neuf et considéré à l'époque comme un des plus modernes d'Europe. Sa mission opérationnelle devient alors la protection permanente des sites de la Force océanique stratégique (FOSt) implantées dans le département du Finistère.
En 1999, à la suite de la suspension de la conscription, le 41e RI est dissout et les locaux sont cédés à la gendarmerie qui réorganise alors ses structures de formation. L'école de gendarmerie d'Auxerre, qui accueillait la formation des gendarmes auxiliaires, étant dissoute la même année, son personnel est alors majoritairement transféré à  Dinéault dès le 1er juillet 1999.

## Formations
L'école de gendarmerie assure la :
- formation initiale pour devenir sous-officier de gendarmerie. Cette durée de formation est variable (actuellement de 8 mois).
- formation initiale pour devenir gendarme adjoint volontaire (GAV), agent de police judiciaire adjoint (APJA) qui dure 13 semaines.
- formation initiale pour devenir gendarme adjoint volontaire-emploi particulier (GAV-EP) qui dure 3 semaines.
- préparation militaire des réservistes de la gendarmerie (PMG) issus des régions du grand Ouest de la France depuis la fermeture de l'école de gendarmerie du Mans en 2009.

### Particularités de l'école
- L'école possède un centre pour l'apprentissage à la conduite des véhicules de catégorie permis B, C et D. Ce centre n'est ouvert qu'aux militaires servant dans la gendarmerie.
- L'école disposait jusqu'en 2012 d'une batterie fanfare composée de cadres et d'élèves de l'école.

## Effectif
L'école peut accueillir jusqu'à 7 compagnies d'instruction (120 élèves par compagnie) soit 840 élèves.
Le site emploie 152 militaires permanents et 51 civils.